# Saint-Georges-en-Couzan
Saint-Georges-en-Couzan ist eine französische Gemeinde mit 415 Einwohnern (Stand: 1. Januar 2022) im Département Loire in der Region Auvergne-Rhône-Alpes. Sie gehört zum Arrondissement Montbrison und zum Kanton Boën-sur-Lignon. Die Bewohner werden Saint-Georgiens und Saint-Georgiennes genannt.

## Geografie
Die Gemeinde Saint-Georges-en-Couzan liegt am Lignon, etwa 46 Kilometer nordwestlich von Saint-Étienne im Forez im nordöstlichen Zentralmassiv. Umgeben wird Saint-Georges-en-Couzan von den Nachbargemeinden Palogneux im Norden, Sail-sous-Couzan im Nordosten, Trelins im Nordosten und Osten, Marcoux im Osten, Saint-Bonnet-le-Courreau im Süden, Sauvain im Südwesten, Chalmazel-Jeansagnière im Westen sowie Saint-Just-en-Bas im Westen und Nordwesten.

## Bevölkerungsentwicklung
| Jahr                       | 1962 | 1968 | 1975 | 1982 | 1990 | 1999 | 2006 | 2013 | 2022 |
| -------------------------- | ---- | ---- | ---- | ---- | ---- | ---- | ---- | ---- | ---- |
| Einwohner                  | 682  | 631  | 591  | 579  | 539  | 460  | 428  | 424  | 415  |
| Quellen: Cassini und INSEE |      |      |      |      |      |      |      |      |      |

## Sehenswürdigkeiten
- Kirche Saint-Georges
- Kreuz, errichtet 1597, seit 1949 als Monument historique eingeschrieben

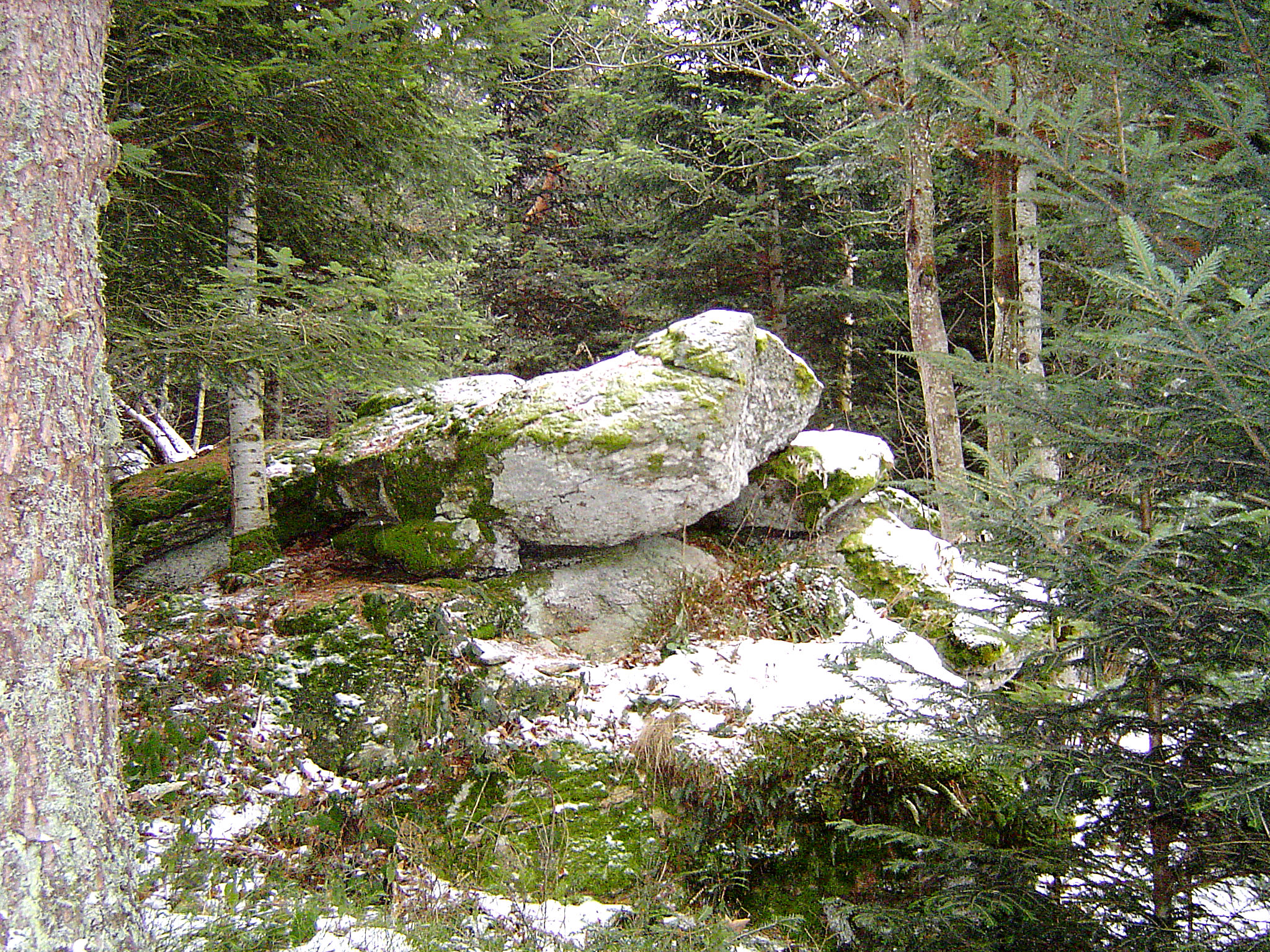
Opferstein
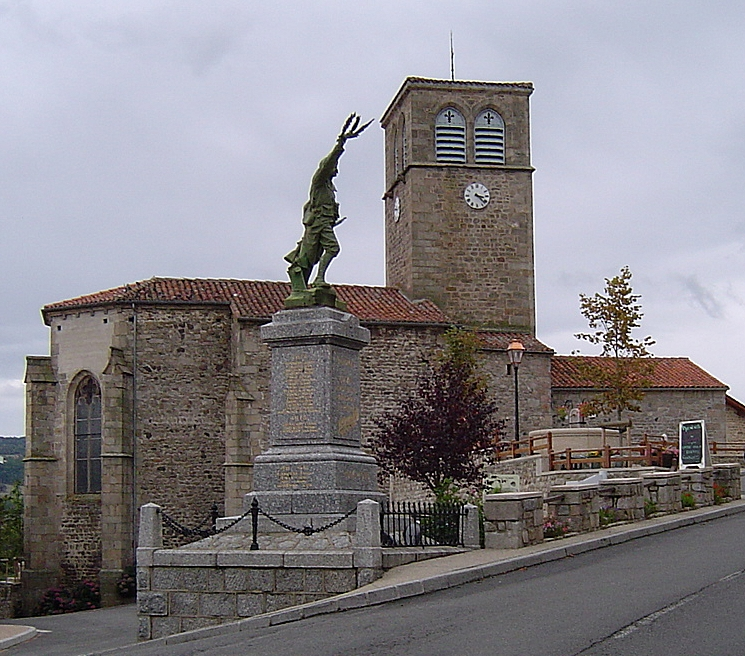
Kirche Saint-Georges
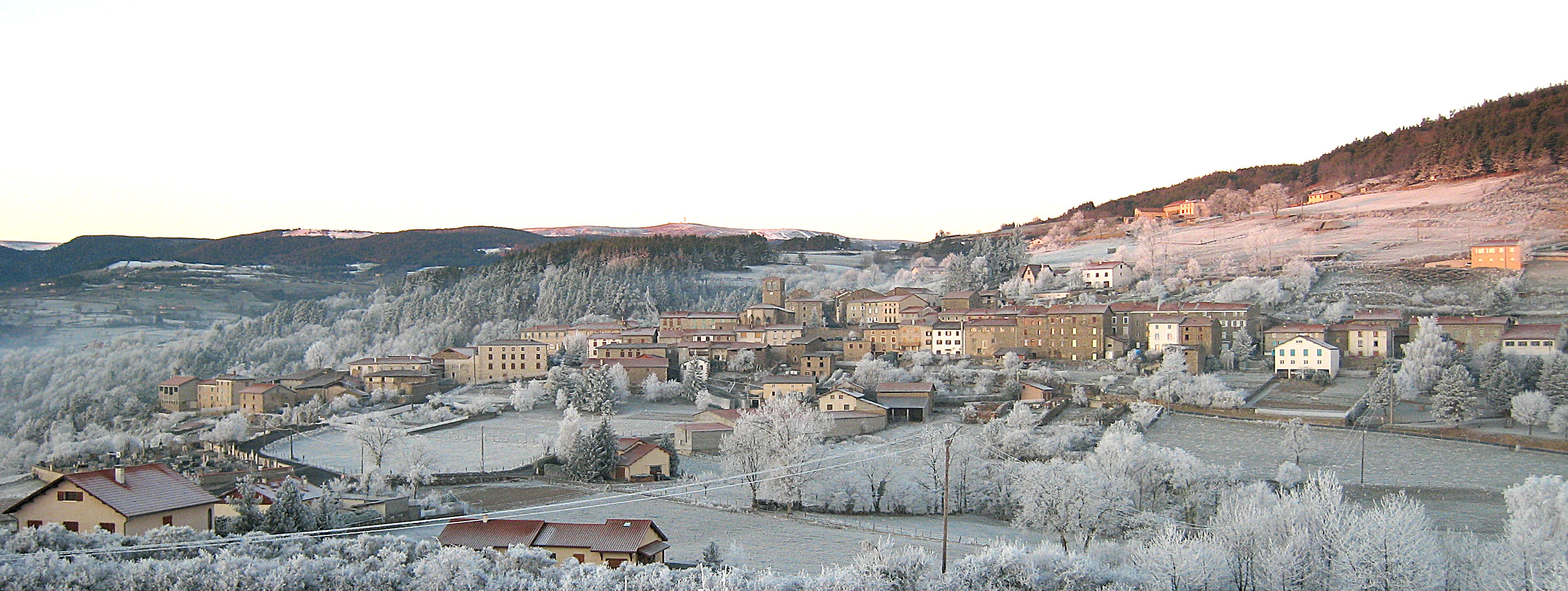
Ortsansicht im Winter